# أندرو هربرت
أندرو هربرت (بالإنجليزية: Andrew Herbert)‏ هو عالم حاسوب بريطاني، ولد في 1954.